# (4806) Miho
(4806) Miho (1990 YJ) – planetoida z pasa głównego asteroid okrążająca Słońce w ciągu 3,33 lat w średniej odległości 2,23 j.a. Odkryta 22 grudnia 1990 roku.